# Burghard
Burghard ist ein deutscher Personenname. Er ist etymologisch auf die Bestandteile burg = Schutz und harti = stark zurückzuführen.

## Namensträger

### Vorname
- Burghard Breitner (1884–1956), österreichischer Chirurg
- Burghard Körner (1886–1973), deutscher Architekt und Hochschullehrer
- Burghard von Lüpke (* 1939), deutscher Forstwissenschaftler
- Burghard Schloemann (1935–2025), deutscher Komponist
- Burghard Schmanck (1938–2019), deutscher Politiker der Republikaner
- Burghard Freiherr von Schorlemer-Alst (1825–1895), westfälischer Politiker

### Familienname
- Günter Burghard (* 1942), österreichischer Eishockeyspieler
- Waldemar Burghard (1924–2002), deutscher Polizeibeamter und Autor